# Rhynchippus
Rhynchippus è un genere estinto di mammiferi notoungulati, appartenente ai tipoteri. Visse nell'Oligocene inferiore/superiore (circa 28 - 23 milioni di anni fa) e i suoi resti fossili sono stati ritrovati in Sudamerica.

## Descrizione
Questo animale era di dimensioni vagamente simili a quelle di una capra. La lunghezza doveva essere di circa un metro, ma la corporatura era piuttosto robusta e il peso poteva superare i 100 chilogrammi. La testa, però, era piuttosto simile a quella di un cavallo, soprattutto per quanto riguarda la dentatura. 
Il cranio era moderatamente allungato, e di altezza media, appiattito alla sommità e dotato di archi zigomatici ampi e uniti a creste lambdoidi. Le ossa nasali erano grandi e rettangolari, mentre l'apertura nasale era in posizione anteriore e piuttosto elevata. Vi erano forti apofisi postorbitali dell'osso frontale. Le strutture della regione uditiva assomigliano notevolmente a quelle di altri tossodonti come Adinotherium e Nesodon, e la cresta timpanica era particolarmente sviluppata. 
La dentatura era completa e continua (ovvero priva di diastema), ma i denti premolari e molari erano ipsodonti. I terzi incisivi erano di grande taglia, mentre i canini erano piccoli. Sui premolari era presente un cingulum molto sviluppato, mentre i molari erano molto allungati e uno di questi era di forma romboidale. In generale la forma dei premolari e dei molari ricordava molto quella degli equidi. 
Le zampe di Rhynchippus erano tridattile, e le falangi ungueali erano strette e divise terminalmente; ciò suggerisce la presenza di artigli. Le zampe posteriori erano più lunghe di quelle di Adinotherium; tibia e perone erano fusi prossimalmente e più lunghi rispetto al femore.

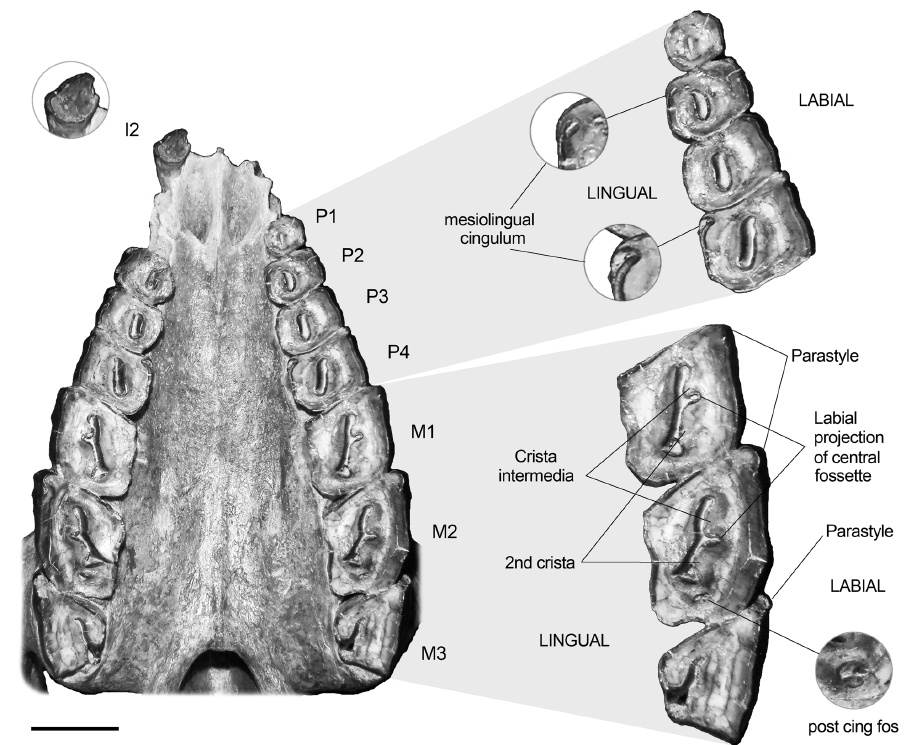
Palato e dentatura superiore di Rhynchippus equinus

## Classificazione
Il genere Rhynchippus venne descritto per la prima volta da Florentino Ameghino nel 1897, sulla base di resti fossili ritrovati in terreni dell'Oligocene inferiore dell'Argentina. Lo studioso sudamericano descrisse due specie, Rhynchippus equinus (la specie tipo) e R. pumilus. A questo genere sono state in seguito attribuite altre specie: R. brasiliensis dell'Oligocene superiore del Brasile e R. medianus, descritto sempre da Ameghino e proveniente dalla Patagonia. Altri fossili attribuiti a Rhynchippus sono stati ritrovati in Bolivia.
Rhynchippus è un genere ben conosciuto, e per lungo tempo è stato considerato il membro più noto dei notoippidi (Notohippidae), un gruppo di mammiferi notoungulati dalla dentatura simile a quella dei cavalli, ora però ritenuto parafiletico. Rhynchippus, in ogni caso, è considerato un rappresentante relativamente basale dei tossodonti, specializzatosi tuttavia nello sviluppo di una dentatura ipsodonte.

## Paleoecologia
Rhynchippus probabilmente erano in grado di triturare vegetali particolarmente duri, come l'erba, in modo simile a quello dei cavalli attuali. In ogni caso, questo fenomeno di convergenza evolutiva non si estende nel resto della morfologia dello scheletro: Rhynchippus, infatti, non era particolarmente adatto alla corsa.